# 默卢瓦塞
默卢瓦塞（法語：Meloisey，法語發音：[məlwazɛ]）是法国科多尔省的一个市镇，位于该省东南部，属于博讷区。

## 地理
默卢瓦塞（47°1'59"N, 4°44'6"E）面积12.27 平方千米，位于法国勃艮第-弗朗什-孔泰大區科多尔省，该省份为法国中东部省份，北起奥布省，西接涅夫勒省和约讷省，南至索恩-卢瓦尔省，东南接汝拉省，东临上索恩省，东北部与上马恩省接壤。
与默卢瓦塞接壤的市镇（或旧市镇、城区）包括：蒙索和埃沙尔南、圣罗曼、沃尔奈、马维利芒代洛、楠图。

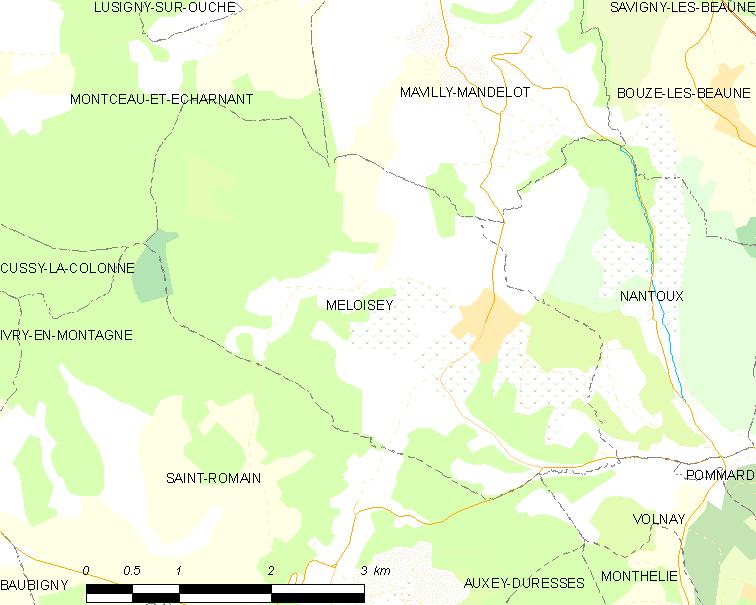
默卢瓦塞的OSM定位图

默卢瓦塞的时区为UTC+01:00、UTC+02:00（夏令时）。

## 行政
默卢瓦塞的邮政编码为21190，INSEE市镇编码为21401。

## 政治
默卢瓦塞所属的省级选区为拉杜瓦-塞里尼县。

## 人口

1962-2008年间默卢瓦塞人口变化图示

默卢瓦塞于2022年1月1日时的人口数量为321人。